# Pino Campagna
Pino Campagna (Foggia, 15 ottobre 1955) è un comico, cabarettista, cantante e scrittore italiano.

## Biografia
Pino Campagna iniziò la carriera di cantante folk all'inizio degli anni ottanta, esibendosi in un repertorio umoristico e avvicinandosi così ben presto al cabaret. Il suo primo successo discografico fu Paese Mije, una canzone dedicata alla sua città natale che allora toccò le 35 000 copie vendute. Anche se nel 1985 partecipa a La corrida classificandosi al secondo posto, il suo vero debutto televisivo è nel gennaio del 1988, nella trasmissione D.O.C. in onda su Rai Due, presentata da Gegè Telesforo.
Dal 1987 al 1992 Pino Campagna si trasferisce a Roma ed entra a far parte della compagnia stabile di Cabaret "Al Fellini" diretta da Marcello Casco. Nel 1990 approda al suo primo grande appuntamento televisivo nazionale con Gran Premio 1990 presentato da Pippo Baudo su Rai Uno, dove Campagna si contraddistingue per il suo cabaret folle e demenziale e per un taglio di capelli originale. Nel 1992 ha partecipato alla terza edizione del Festival di Sanscemo con la canzone Donatella Raffai twist.
Dopo il festival Pino partecipò a vari programmi televisivi, tra cui a varie edizioni de La sai l'ultima? (1993-1999-2000), per poi passare nel 2001 su Rai Uno con Ci vediamo su Rai 1 presentato da Paolo Limiti, raggiungendo però la fama con Zelig Circus. Pino Campagna arriva nel 2003 a Zelig Circus dove inventa il personaggio del Papy Ultras, famoso per la battuta pronunciata dalla figlia «Papi, ci sei? Ce la fai? Sei connesso?». Il personaggio è un padre alle prese con due figli disobbedienti che slogheggiano, ossia parlano tramite abbreviazioni e neologismi.
Nel 2005 pubblica il libro comico "Papy, ci sei? Ce la fai?? Sei connesso???", dove raccoglie alcuni dei suoi monologhi scoppiettanti sulla non comunicazione genitori-figli con un'ottica comico-umoristica. Nell'edizione di Zelig del 2007 il comico propone un nuovo numero, in cui è sempre alle prese con la sua famiglia, dove viene continuamente disturbato dal cellulare. Partecipa anche all'edizione di Zelig del 2008-2009 con una gag sui dialetti pugliesi.
Nel 2010 ha fatto parte del cast del cabaret più visto d'Italia e ha proposto vari monologhi tratti dai libri di Paolo Crepet. Nello stesso anno 2010 lancia un video intitolato Welcome to Puglia prodotto da Telenorba e partecipa a due edizioni di Battiti Live, sempre su Telenorba. Nel 2012 mette in circolazione un nuovo video prodotto da lui stesso dal titolo Scegli la Puglia e mette in circolazione un cd con 10 brani.

## Discografia parziale

### 45 giri
- 1980: 45 giri Paese mije
- 1981: Foggia, cume fosse aire
- 1982: I circolare a Foggia
- 1984: Discopuglia
- 1985: Le mie scampagnate
- 1986: Mi voleva Arbore
- 1990: Gli inni dei tifosi del Foggia
- 1991: Parodie
- 1992: Donatella Raffai tuiwst Compilation SAN SCEMO 92
- 1993: Disco Mix Curs de Lumbard per Terun etichetta Flay Record Napoli
- 1994: Disco Mix Di Pietro Let's go etichetta Digit Milano
- 1995: Compact Disc Terun, "C'est plus facile" etichetta Andomeda BARI
- 1996: Compact Disc Cime di rap etichetta Nota su Nota PARMA
- 1999: Compact Disc La sai l'ultima sui carabinieri ecc. D.V. More MILANO
- 2000: Compact Disc La sai l'ultima Etichetta D.V. More MILANO
- 2005: Papy ci sei? Ce la fai?? Sei connesso??? etichetta "Do it yourself" Milano Compilation di 5 versioni del brano suonate e mixate dal Dj Moliella
- 2007: C'è Solo Il Foggia Inno del Foggia
- 2010: CD musicale e video con monologhi intitolato Pino Campagna dove comprende il brano Welcome To Puglia
- 2012: CD musicale e video di Scegli La Puglia - 10 brani estivi molto sfiziosi ed allegri acquistabili anche su I Tunes
- 2013: CD Noi che abbiamo Foggia nel cuore
- 2019 CD Superterrone